# Final de la Liga Profesional Femenina de fútbol 2019 (Colombia)
La final de la Liga Profesional Femenina 2019 se juegan el 24 y 30 de septiembre de 2019 para definir al campeón de la Liga Profesional Femenina en Colombia.
La disputaron los dos equipos que avanzaron ganando sus llaves en la anterior fase, las Semifinales: Independiente Medellín y América de Cali respectivamente.
La definición de la localía en la final se hizo de acuerdo a que equipo se encontraba mejor ubicado que su rival de llave en la tabla de reclasificación. En caso de empate en goles, la regla del gol de visitante no fue utilizada, sino que se desempataron las llaves directamente mediante los tiros desde el punto penal.

## Llave
|                              | vs. |                       |
| ---------------------------- | --- | --------------------- |
| Independiente Medellín 2 0 2 | vs. | América de Cali 3 2 1 |

## Estadios
| Medellín                  | Cali                     |
| ------------------------- | ------------------------ |
| Estadio Atanasio Girardot | Estadio Pascual Guerrero |
| Capacidad: 40.943         | Capacidad: 38.000        |
|                           |                          |

## Camino a la final
| GRUPO A                | Pts. | PJ | PG | PE | PP | GF | GC | Dif |
| ---------------------- | ---- | -- | -- | -- | -- | -- | -- | --- |
| Independiente Medellín | 16   | 6  | 5  | 1  | 0  | 14 | 1  | 13  |
| Atlético Nacional      | 13   | 6  | 4  | 1  | 1  | 10 | 2  | 8   |
| Deportivo Pereira      | 6    | 6  | 2  | 0  | 4  | 3  | 11 | -8  |
| Once Caldas            | 0    | 6  | 0  | 0  | 6  | 1  | 14 | -13 |

| GRUPO D         | Pts. | PJ | PG | PE | PP | GF | GC | Dif |
| --------------- | ---- | -- | -- | -- | -- | -- | -- | --- |
| América de Cali | 16   | 6  | 5  | 1  | 0  | 11 | 3  | 8   |
| Cortuluá        | 10   | 6  | 3  | 1  | 2  | 12 | 6  | 6   |
| Deportivo Cali  | 6    | 6  | 2  | 0  | 4  | 10 | 13 | -3  |
| Atlético FC     | 2    | 6  | 0  | 2  | 4  | 4  | 15 | -11 |

## Estadísticas previas
A continuación se encuentran tabuladas las estadísticas de Independiente Medellín y América de Cali en las fases previas a la final: fase de grupos, cuartos de final y semifinales. De la siguiente forma:
| Equipos                | PJ | PG | PE | PP | GF | GC | Dif. | Pts. | Rend.  |
| ---------------------- | -- | -- | -- | -- | -- | -- | ---- | ---- | ------ |
| Independiente Medellín | 10 | 7  | 2  | 1  | 22 | 3  | 19   | 23   | 76,7 % |
| América de Cali        | 10 | 7  | 2  | 1  | 17 | 7  | 10   | 23   | 76,7 % |

## Resultados

### Partido de ida
| 1     | Guardameta     | Nathalia Giraldo |     |
| 16    | Defensa        | Kelly Ibargüen   |     |
| 6     | Defensa        | Rossy Caicedo    |     |
| 17    | Defensa        | Kelly Caicedo    |     |
| 4     | Defensa        | Alejandra Ararat |     |
| 8     | Centrocampista | Carolina Pineda  |     |
| 19    | Centrocampista | Farlyn Caicedo   | 73' |
| 10    | Centrocampista | Catalina Usme    |     |
| 7     | Delantero      | Gisela Robledo   |     |
| 9     | Delantero      | Daniela Henao    |     |
| 15    | Delantero      | Linda Caicedo    | 83' |
| D. T. | D. T.          | Andrés Usme      |     |

| 12    | Guardameta     | Sandra Sepúlveda   |     |
| 8     | Defensa        | Geraldine Cardona  |     |
| 3     | Defensa        | Daniela Arias      |     |
| 2     | Defensa        | Manuela Vanegas    |     |
| 13    | Defensa        | Laura Aguirre      |     |
| 5     | Centrocampista | Paula Botero       | 66' |
| 4     | Centrocampista | Diana Ospina       |     |
| 17    | Centrocampista | Tatiana Castañeda  |     |
| 20    | Delantero      | Naila Imbachi      | 75' |
| 11    | Delantero      | Yisela Cuesta      |     |
| 9     | Delantero      | Oriánica Velásquez | 56' |
| D. T. | D. T.          | Carlos Paniagua    |     |

| 5  | Centrocampista | Alejandra Satizabal | 73' |
| 21 | Defensa        | Stefanía Ramos      | 83' |

| 7  | Centrocampista | Melissa Rivas   | 56' |
| 16 | Delantero      | Sara Córdoba    | 66' |
| 15 | Delantero      | Yurleidys Doria | 75' |

| 12' · 49' | Catalina Usme Carolina Pineda | 1-0 2-0 |

| 26' · 60' | Carolina Pineda Alejandra Ararat |

| 61' | Manuela Vanegas |

| Principal  | Jessica Villadiego |
| Asistentes | Nataly Arteaga     |
|            | Iris Alarcón       |
| Cuarto     | Manuela Mora       |

| 1     | Guardameta     | Nathalia Giraldo |     |
| 16    | Defensa        | Kelly Ibargüen   |     |
| 6     | Defensa        | Rossy Caicedo    |     |
| 17    | Defensa        | Kelly Caicedo    |     |
| 4     | Defensa        | Alejandra Ararat |     |
| 8     | Centrocampista | Carolina Pineda  |     |
| 19    | Centrocampista | Farlyn Caicedo   | 73' |
| 10    | Centrocampista | Catalina Usme    |     |
| 7     | Delantero      | Gisela Robledo   |     |
| 9     | Delantero      | Daniela Henao    |     |
| 15    | Delantero      | Linda Caicedo    | 83' |
| D. T. | D. T.          | Andrés Usme      |     |

| 12    | Guardameta     | Sandra Sepúlveda   |     |
| 8     | Defensa        | Geraldine Cardona  |     |
| 3     | Defensa        | Daniela Arias      |     |
| 2     | Defensa        | Manuela Vanegas    |     |
| 13    | Defensa        | Laura Aguirre      |     |
| 5     | Centrocampista | Paula Botero       | 66' |
| 4     | Centrocampista | Diana Ospina       |     |
| 17    | Centrocampista | Tatiana Castañeda  |     |
| 20    | Delantero      | Naila Imbachi      | 75' |
| 11    | Delantero      | Yisela Cuesta      |     |
| 9     | Delantero      | Oriánica Velásquez | 56' |
| D. T. | D. T.          | Carlos Paniagua    |     |

| 5  | Centrocampista | Alejandra Satizabal | 73' |
| 21 | Defensa        | Stefanía Ramos      | 83' |

| 7  | Centrocampista | Melissa Rivas   | 56' |
| 16 | Delantero      | Sara Córdoba    | 66' |
| 15 | Delantero      | Yurleidys Doria | 75' |

| 12' · 49' | Catalina Usme Carolina Pineda | 1-0 2-0 |

| 26' · 60' | Carolina Pineda Alejandra Ararat |

| 61' | Manuela Vanegas |

| Principal  | Jessica Villadiego |
| Asistentes | Nataly Arteaga     |
|            | Iris Alarcón       |
| Cuarto     | Manuela Mora       |

| 1     | Guardameta     | Nathalia Giraldo |     |
| 16    | Defensa        | Kelly Ibargüen   |     |
| 6     | Defensa        | Rossy Caicedo    |     |
| 17    | Defensa        | Kelly Caicedo    |     |
| 4     | Defensa        | Alejandra Ararat |     |
| 8     | Centrocampista | Carolina Pineda  |     |
| 19    | Centrocampista | Farlyn Caicedo   | 73' |
| 10    | Centrocampista | Catalina Usme    |     |
| 7     | Delantero      | Gisela Robledo   |     |
| 9     | Delantero      | Daniela Henao    |     |
| 15    | Delantero      | Linda Caicedo    | 83' |
| D. T. | D. T.          | Andrés Usme      |     |

| 12    | Guardameta     | Sandra Sepúlveda   |     |
| 8     | Defensa        | Geraldine Cardona  |     |
| 3     | Defensa        | Daniela Arias      |     |
| 2     | Defensa        | Manuela Vanegas    |     |
| 13    | Defensa        | Laura Aguirre      |     |
| 5     | Centrocampista | Paula Botero       | 66' |
| 4     | Centrocampista | Diana Ospina       |     |
| 17    | Centrocampista | Tatiana Castañeda  |     |
| 20    | Delantero      | Naila Imbachi      | 75' |
| 11    | Delantero      | Yisela Cuesta      |     |
| 9     | Delantero      | Oriánica Velásquez | 56' |
| D. T. | D. T.          | Carlos Paniagua    |     |

| 5  | Centrocampista | Alejandra Satizabal | 73' |
| 21 | Defensa        | Stefanía Ramos      | 83' |

| 7  | Centrocampista | Melissa Rivas   | 56' |
| 16 | Delantero      | Sara Córdoba    | 66' |
| 15 | Delantero      | Yurleidys Doria | 75' |

| 12' · 49' | Catalina Usme Carolina Pineda | 1-0 2-0 |

| 26' · 60' | Carolina Pineda Alejandra Ararat |

| 61' | Manuela Vanegas |

| Principal  | Jessica Villadiego |
| Asistentes | Nataly Arteaga     |
|            | Iris Alarcón       |
| Cuarto     | Manuela Mora       |

| 1     | Guardameta     | Nathalia Giraldo |     |
| 16    | Defensa        | Kelly Ibargüen   |     |
| 6     | Defensa        | Rossy Caicedo    |     |
| 17    | Defensa        | Kelly Caicedo    |     |
| 4     | Defensa        | Alejandra Ararat |     |
| 8     | Centrocampista | Carolina Pineda  |     |
| 19    | Centrocampista | Farlyn Caicedo   | 73' |
| 10    | Centrocampista | Catalina Usme    |     |
| 7     | Delantero      | Gisela Robledo   |     |
| 9     | Delantero      | Daniela Henao    |     |
| 15    | Delantero      | Linda Caicedo    | 83' |
| D. T. | D. T.          | Andrés Usme      |     |

| 12    | Guardameta     | Sandra Sepúlveda   |     |
| 8     | Defensa        | Geraldine Cardona  |     |
| 3     | Defensa        | Daniela Arias      |     |
| 2     | Defensa        | Manuela Vanegas    |     |
| 13    | Defensa        | Laura Aguirre      |     |
| 5     | Centrocampista | Paula Botero       | 66' |
| 4     | Centrocampista | Diana Ospina       |     |
| 17    | Centrocampista | Tatiana Castañeda  |     |
| 20    | Delantero      | Naila Imbachi      | 75' |
| 11    | Delantero      | Yisela Cuesta      |     |
| 9     | Delantero      | Oriánica Velásquez | 56' |
| D. T. | D. T.          | Carlos Paniagua    |     |

| 5  | Centrocampista | Alejandra Satizabal | 73' |
| 21 | Defensa        | Stefanía Ramos      | 83' |

| 7  | Centrocampista | Melissa Rivas   | 56' |
| 16 | Delantero      | Sara Córdoba    | 66' |
| 15 | Delantero      | Yurleidys Doria | 75' |

| 12' · 49' | Catalina Usme Carolina Pineda | 1-0 2-0 |

| 26' · 60' | Carolina Pineda Alejandra Ararat |

| 61' | Manuela Vanegas |

| Principal  | Jessica Villadiego |
| Asistentes | Nataly Arteaga     |
|            | Iris Alarcón       |
| Cuarto     | Manuela Mora       |

### Partido de vuelta
| 1     | Guardameta     | Sandra Sepúlveda    |     |
| 17    | Defensa        | Tatiana Castañeda   |     |
| 8     | Defensa        | Geraldine Cardona   | 67' |
| 13    | Defensa        | Laura Aguirre       | 46' |
| 6     | Defensa        | Sara Sofía Martínez |     |
| 2     | Centrocampista | Manuela Vanegas     |     |
| 3     | Centrocampista | Daniela Arias       |     |
| 4     | Centrocampista | Diana Ospina        |     |
| 7     | Delantero      | Melissa Rivas       |     |
| 10    | Delantero      | Maireth Pérez       |     |
| 9     | Delantero      | Oriánica Velásquez  | 55' |
| D. T. | D. T.          | Carlos Paniagua     |     |

| 1     | Guardameta     | Nathalia Giraldo |     |
| 16    | Defensa        | Kelly Ibargüen   |     |
| 6     | Defensa        | Rossy Caicedo    |     |
| 17    | Defensa        | Kelly Caicedo    |     |
| 4     | Defensa        | Alejandra Ararat |     |
| 8     | Centrocampista | Carolina Pineda  |     |
| 19    | Centrocampista | Farlyn Caicedo   |     |
| 10    | Centrocampista | Catalina Usme    |     |
| 7     | Delantero      | Gisela Robledo   |     |
| 9     | Delantero      | Daniela Henao    |     |
| 15    | Delantero      | Linda Caicedo    | 89' |
| D. T. | D. T.          | Andrés Usme      |     |

| 5  | Centrocampista | Paula Botero     | 46' |
| 11 | Delantero      | Yisela Cuesta    | 55' |
| 14 | Delantero      | Katherine García | 67' |

| 13 | Delantero | Adriana López | 89' |

| 24' · 69' | Laura Aguirre Paula Botero | 1-1 2-1 |

| 20' | Linda Caicedo | 0-1 |

| 51' | Daniela Henao |

| Principal  | Jenny Arias      |
| Asistentes | Mary Blanco      |
|            | Luzmila González |
| Cuarto     | Vanessa Ceballos |

| 1     | Guardameta     | Sandra Sepúlveda    |     |
| 17    | Defensa        | Tatiana Castañeda   |     |
| 8     | Defensa        | Geraldine Cardona   | 67' |
| 13    | Defensa        | Laura Aguirre       | 46' |
| 6     | Defensa        | Sara Sofía Martínez |     |
| 2     | Centrocampista | Manuela Vanegas     |     |
| 3     | Centrocampista | Daniela Arias       |     |
| 4     | Centrocampista | Diana Ospina        |     |
| 7     | Delantero      | Melissa Rivas       |     |
| 10    | Delantero      | Maireth Pérez       |     |
| 9     | Delantero      | Oriánica Velásquez  | 55' |
| D. T. | D. T.          | Carlos Paniagua     |     |

| 1     | Guardameta     | Nathalia Giraldo |     |
| 16    | Defensa        | Kelly Ibargüen   |     |
| 6     | Defensa        | Rossy Caicedo    |     |
| 17    | Defensa        | Kelly Caicedo    |     |
| 4     | Defensa        | Alejandra Ararat |     |
| 8     | Centrocampista | Carolina Pineda  |     |
| 19    | Centrocampista | Farlyn Caicedo   |     |
| 10    | Centrocampista | Catalina Usme    |     |
| 7     | Delantero      | Gisela Robledo   |     |
| 9     | Delantero      | Daniela Henao    |     |
| 15    | Delantero      | Linda Caicedo    | 89' |
| D. T. | D. T.          | Andrés Usme      |     |

| 5  | Centrocampista | Paula Botero     | 46' |
| 11 | Delantero      | Yisela Cuesta    | 55' |
| 14 | Delantero      | Katherine García | 67' |

| 13 | Delantero | Adriana López | 89' |

| 24' · 69' | Laura Aguirre Paula Botero | 1-1 2-1 |

| 20' | Linda Caicedo | 0-1 |

| 51' | Daniela Henao |

| Principal  | Jenny Arias      |
| Asistentes | Mary Blanco      |
|            | Luzmila González |
| Cuarto     | Vanessa Ceballos |

| 1     | Guardameta     | Sandra Sepúlveda    |     |
| 17    | Defensa        | Tatiana Castañeda   |     |
| 8     | Defensa        | Geraldine Cardona   | 67' |
| 13    | Defensa        | Laura Aguirre       | 46' |
| 6     | Defensa        | Sara Sofía Martínez |     |
| 2     | Centrocampista | Manuela Vanegas     |     |
| 3     | Centrocampista | Daniela Arias       |     |
| 4     | Centrocampista | Diana Ospina        |     |
| 7     | Delantero      | Melissa Rivas       |     |
| 10    | Delantero      | Maireth Pérez       |     |
| 9     | Delantero      | Oriánica Velásquez  | 55' |
| D. T. | D. T.          | Carlos Paniagua     |     |

| 1     | Guardameta     | Nathalia Giraldo |     |
| 16    | Defensa        | Kelly Ibargüen   |     |
| 6     | Defensa        | Rossy Caicedo    |     |
| 17    | Defensa        | Kelly Caicedo    |     |
| 4     | Defensa        | Alejandra Ararat |     |
| 8     | Centrocampista | Carolina Pineda  |     |
| 19    | Centrocampista | Farlyn Caicedo   |     |
| 10    | Centrocampista | Catalina Usme    |     |
| 7     | Delantero      | Gisela Robledo   |     |
| 9     | Delantero      | Daniela Henao    |     |
| 15    | Delantero      | Linda Caicedo    | 89' |
| D. T. | D. T.          | Andrés Usme      |     |

| 5  | Centrocampista | Paula Botero     | 46' |
| 11 | Delantero      | Yisela Cuesta    | 55' |
| 14 | Delantero      | Katherine García | 67' |

| 13 | Delantero | Adriana López | 89' |

| 24' · 69' | Laura Aguirre Paula Botero | 1-1 2-1 |

| 20' | Linda Caicedo | 0-1 |

| 51' | Daniela Henao |

| Principal  | Jenny Arias      |
| Asistentes | Mary Blanco      |
|            | Luzmila González |
| Cuarto     | Vanessa Ceballos |

| 1     | Guardameta     | Sandra Sepúlveda    |     |
| 17    | Defensa        | Tatiana Castañeda   |     |
| 8     | Defensa        | Geraldine Cardona   | 67' |
| 13    | Defensa        | Laura Aguirre       | 46' |
| 6     | Defensa        | Sara Sofía Martínez |     |
| 2     | Centrocampista | Manuela Vanegas     |     |
| 3     | Centrocampista | Daniela Arias       |     |
| 4     | Centrocampista | Diana Ospina        |     |
| 7     | Delantero      | Melissa Rivas       |     |
| 10    | Delantero      | Maireth Pérez       |     |
| 9     | Delantero      | Oriánica Velásquez  | 55' |
| D. T. | D. T.          | Carlos Paniagua     |     |

| 1     | Guardameta     | Nathalia Giraldo |     |
| 16    | Defensa        | Kelly Ibargüen   |     |
| 6     | Defensa        | Rossy Caicedo    |     |
| 17    | Defensa        | Kelly Caicedo    |     |
| 4     | Defensa        | Alejandra Ararat |     |
| 8     | Centrocampista | Carolina Pineda  |     |
| 19    | Centrocampista | Farlyn Caicedo   |     |
| 10    | Centrocampista | Catalina Usme    |     |
| 7     | Delantero      | Gisela Robledo   |     |
| 9     | Delantero      | Daniela Henao    |     |
| 15    | Delantero      | Linda Caicedo    | 89' |
| D. T. | D. T.          | Andrés Usme      |     |

| 5  | Centrocampista | Paula Botero     | 46' |
| 11 | Delantero      | Yisela Cuesta    | 55' |
| 14 | Delantero      | Katherine García | 67' |

| 13 | Delantero | Adriana López | 89' |

| 24' · 69' | Laura Aguirre Paula Botero | 1-1 2-1 |

| 20' | Linda Caicedo | 0-1 |

| 51' | Daniela Henao |

| Principal  | Jenny Arias      |
| Asistentes | Mary Blanco      |
|            | Luzmila González |
| Cuarto     | Vanessa Ceballos |

|                                       |
| Bandera de Colombia                   |
| Campeón América de Cali Primer título |